# Гасперина
Гасперина (итал. Gasperina) је насеље у Италији у округу Катанцаро, региону Калабрија.
Према процени из 2011. у насељу је живело 1801 становника. Насеље се налази на надморској висини од 505 м.

## Становништво
| 1951. | 1961. | 1971. | 1981. | 1991. | 2001. | 2011. |
| ----- | ----- | ----- | ----- | ----- | ----- | ----- |
| 3.663 | 3.428 | 3.168 | 3.026 | 3.059 | 2.203 | 2.160 |